# Углерод-12
Углерод-12 — изотоп химического элемента углерода с атомным номером 6 и массовым числом 12. Один из двух стабильных изотопов углерода. Изотопная распространённость углерода-12 в природе составляет приблизительно 98,93(8) %.
В настоящее время через массу углерода-12 выражается атомная единица массы (дальто́н), она по определению равна 1⁄12 массы этого нуклида.

## Образование
Образуется в результате β−-распада нуклида 12B (период полураспада 20,20(2) мс, выделяемая энергия 13368,9(14) кэВ) и β+-распада нуклида 12N (период полураспада 11,000(16) мс, выделяемая энергия 17338,1(10) кэВ):
{\displaystyle \mathrm {^{12}_{5}B} \rightarrow \mathrm {^{12}_{6}C} +e^{-}+{\bar {\nu }}_{e};}
{\displaystyle \mathrm {^{12}_{7}N} \rightarrow \mathrm {^{12}_{6}C} +e^{+}+{\nu }_{e}.}
Также возникает в результате тройной гелиевой реакции:
- Эндотермическая реакция образования нестабильного изотопа бериллия-8:

{\displaystyle \mathrm {_{2}^{4}He} +\mathrm {_{2}^{4}He} \rightarrow \mathrm {_{4}^{8}Be} -0{,}092} МэВ
Ядра 8Be с периодом полураспада 6,7·10−17 с распадаются в ходе реакции:
{\displaystyle \mathrm {_{4}^{8}Be} \rightarrow \mathrm {_{2}^{4}He} +\mathrm {_{2}^{4}He} +0{,}092} МэВ;
- Экзотермическая реакция образования возбуждённого ядра углерода-12:

{\displaystyle \mathrm {_{4}^{8}Be} +\mathrm {_{2}^{4}He} \rightarrow \mathrm {_{6}^{12}C} +7{,}367} МэВ.